# Список русских царей

## Список
Цвет фона обозначает государя, правившего формально
Цвет фона обозначает правителя, являвшегося регентом

| №             | Царь                                                             | Портрет | Начало правления | Конец правления | Примечание |
| ------------- | ---------------------------------------------------------------- | ------- | ---------------- | --------------- | --- |
| Рюриковичи    |                                                                  |         |                  |                 | |
| 1             | Иван IV Васильевич Грозный (1530—1584)                           |         | 16 января 1547   | 28 марта 1584   | |
| 1             | Симеон Бекбулатович (? — 1616)                                   |         | 1575             | 1576            | Касимовский хан, имя до крещения — Саин-Булат. Был посажен Иваном Грозным на царство с титулом «государя великого князя Симеона всея Руси», а сам Грозный стал именоваться «князем Московским». После 1576 года стал титульным великим князем Тверским. |
| 2             | Фёдор I Иванович (1557—1598)                                     |         | 28 марта 1584    | 17 января 1598  | |
| Годуновы      |                                                                  |         |                  |                 | |
| 3             | Ирина Фёдоровна (1557—1603)                                      |         | 17 января 1598   | 21 февраля 1598 | Бояре после смерти Фёдора присягнули его жене Ирине и издавали указы от её имени. Через восемь дней она ушла в монастырь, но в официальных документах продолжала именоваться «государыней царицей и великой княгиней». |
| 3             | Борис Фёдорович (1552—1605)                                      |         | 21 февраля 1598  | 23 апреля 1605  | Избран Земским собором. |
| 4             | Фёдор II Борисович (1589—1605)                                   |         | 23 апреля 1605   | 11 июня 1605    | |
| Смутное время |                                                                  |         |                  |                 | |
| 5             | Лжедмитрий I (официально — Дмитрий Иванович) (? — 1606)          |         | 11 июня 1605     | 27 мая 1606     | Выдавал себя за царевича Дмитрия Ивановича. |
| 6             | Василий IV Иванович Шуйский (1552—1612)                          |         | 29 мая 1606      | 27 июля 1610    | Избран боярами, участниками заговора против Лжедмитрия. Венчался на царство 1 июня. Свергнут боярами (формально низложен Земским собором) и насильственно пострижен в монахи 17 июля 1610 года. |
| -             | Владислав Жигимонтович (1595—1648)                               |         | 27 августа 1610  | 3 марта 1613    | В 1610 году Семибоярщина выбрала царём 15-летнего польского царевича (впоследствии король Владислав IV) под давлением приближающегося польского войска Жолкиевского. |
| Романовы      |                                                                  |         |                  |                 | |
| 7             | Михаил Фёдорович (1596—1645)                                     |         | 3 марта 1613     | 23 июля 1645    | Избран Земским собором. |
| 7             | Патриарх Филарет (соправитель своего сына) (1554—1633)           |         | 24 июня 1619     | 11 октября 1633 | Освобождён из польского плена 1 июня 1619 года. До конца жизни официально носил титул «великого государя». |
| 8             | Алексей Михайлович Тишайший (1629—1676)                          |         | 23 июля 1645     | 8 февраля 1676  | |
| 8             | Царевич Алексей Алексеевич (соправитель своего отца) (1654—1670) |         | 15 февраля 1654  | 17 января 1670  | |
| 9             | Фёдор III Алексеевич (1661—1682)                                 |         | 8 февраля 1676   | 7 мая 1682      | |
| 11-12         | Софья Алексеевна (регентша при своих братьях) (1657—1704)        |         | 7 мая 1682       | 8 февраля 1689  | |
| 11-12         | Иван V Алексеевич (1666—1696)                                    |         | 7 мая 1682       | 8 февраля 1696  | После смерти Фёдора Боярская дума провозгласила царём Петра в обход Ивана. Однако в результате борьбы придворных группировок было решено объявить братьев соправителями, и 5 июня Иван провозглашён «старшим царём». Совместное венчание на царство 5 июля 1682 года. Умер 29 января 1696 года. С 29 мая 1682 года по 7 сентября 1689 года регентшей при юных царях была их сестра царевна Софья Алексеевна. |
| 11-12         | Пётр I Алексеевич Великий (1672—1725)                            |         | 7 мая 1682       | 2 ноября 1721   | В 1721 году был провозглашён российским императором. |